# Mississauga—Erin Mills
Pour la circonscription provinciale, voir Mississauga—Erin Mills (circonscription provinciale).
Circonscription électorale fédérale du Canada
Mississauga—Erin Mills est une circonscription électorale fédérale canadienne située en Ontario.

## Géographie
Située au nord de Toronto, la circonscription consiste en une partie de la ville de Mississauga dans la municipalité régionale de Peel.
Les circonscriptions limitrophes sont Mississauga—Streetsville, Mississauga-Centre, Mississauga—Lakeshore, Oakville, Milton et Oakville-Nord—Burlington.

## Députés
| Législature                                                                  | Années        | Député      | Parti | Parti   |
| ---------------------------------------------------------------------------- | ------------- | ----------- | ----- | ------- |
| Mississauga—Erin Mills issue d'une partie de Mississauga—Erindale avant 2015 |               |             |       |         |
| 42e                                                                          | 2015–2019     | Iqra Khalid |       | Libéral |
| 43e                                                                          | 2019–2021     | Iqra Khalid |       | Libéral |
| 44e                                                                          | 2021–2025     | Iqra Khalid |       | Libéral |
| 45e                                                                          | 2025–en cours | Iqra Khalid |       | Libéral |

## Résultats électoraux
|       | Candidat        | Parti        | # de voix | % des voix |
|       | Bob Dechert     | Conservateur | +21 716,  | 39,24 %    |
|       | (X) Iqra Khalid | Libéral      | +27 520,  | 49,72 %    |
|       | Michelle Bilek  | NPD          | +05 206,  | 9,41 %     |
|       | Andrew Robin    | Vert         | +00905,   | 1,64 %     |
| Total | Total           | Total        | 55 347    | 100 %      |